# Dehuman Reign
Dehuman Reign ist eine Berliner Death-Metal-Band, die 2011 gegründet wurde.

## Geschichte
Die Band wurde im Mai 2011 gegründet. Nach mehreren Wechseln fand sich im März 2012 eine feste Besetzung. Im Sommer wurde eine erste EP namens Destructive Intent aufgenommen, ehe sich im Dezember die ersten Auftritten anschlossen. Der Tonträger erschien im Juli 2013 bei FDA Rekotz und als limitierte Schallplatten-Version im November. Das Debütalbum schloss sich im Mai 2016 bei demselben Label unter dem Namen Ascending from Below an. Schlagzeug- und Gesangsaufnahmen sowie das Re-Amping wurden wieder im Engl Sound Studio mit dem Produzenten Tobias Engel übernommen, während die Saiteninstrumente in Eigenregie eingespielt wurden. Im Anschluss waren die Aufnahmen von Jörg Uken im Soundlodge Studio abgemischt und gemastert worden.

## Stil
Sebastian Schillin vom Rock Hard schrieb, dass sich die Band auf dem Album reifer gibt als noch auf der EP. Zudem klinge die Gruppe stark vom US-amerikanischen Death Metal beeinflusst. Im Interview mit Schilling gab Binder an, dass die Band kein spezielles Textkonzept verfolgt. Die Texte würden vom Sänger Alex stammen, mit denen er versuche Morbidität und Dunkelheit zu vermitteln und Death-Metal-Klischees zu vermeiden. Die Gruppe sei vor allem durch den Thrash- und Death-Metal der 1990er Jahre beeinflusst worden. Eine Ausgabe zuvor hatte Patrick Schmidt das Debütalbum rezensiert. Hierauf werde nordamerikanisch geprägten Death Metal im Stil von Monstrosity, Deicide und Suffocation gespielt. Die Musik sei technisch anspruchsvoll, „ohne in totale Frickelei zu verfallen“, während man von melodischen Soli und Breaks Gebrauch mache. Der Klang erinnere an Scott-Burns-Produktionen der 1990er Jahre.

## Diskografie
- 2013: Destructive Intent (EP, FDA Rekotz)
- 2016: Ascending From Below (Album, FDA Rekotz)
- 2020: Descending Upon the Oblivious (Album, FDA Records)
- 2025: Dawn of a Malefic Dominion (Album, FDA Records)